# L'Abergement-de-Cuisery
L'Abergement-de-Cuisery è un comune francese di 745 abitanti situato nel dipartimento della Saona e Loira, nella regione della Borgogna-Franca Contea.

## Società

### Evoluzione demografica
Abitanti censiti